# Villa Falconieri (film)
Villa Falconieri (Villa Falconieri) è un film muto tedesco del 1929 diretto da Richard Oswald.

## Produzione
Il film fu una co-produzione italo tedesca e venne prodotto dalla Richard Oswald Film Produktion GmbH e dalla SASP.

## Distribuzione
In Germania, il film venne distribuito dalla Messter Film e dalla Messtro-Film Verleih GmbH, mentre la distribuzione italiana - che fece uscire il film nel marzo 1929 - fu curata dalla Società Anonima Stefano Pittaluga.